# 陈勋儒
陈勋儒（1945年6月—），云南云县人，汉族，中华人民共和国政治人物，第十届全国政协委员、第十一届全国政协委员。
加入中国农工民主党，担任十一届全国政协常务委员、农工党中央副主席、云南省委主委。2008年，当选第十一届全国政协常务委员，代表中国农工民主党，分入第十组。